# Privilegium
Ein Privilegium war im Mittelalter im allgemeinen Sinne eine Urkundenform des Regenten oder der päpstlichen Kanzlei.
Man unterschied beim päpstlichen Privilegium:
- die feierliche Form des Privilegium Maius
- die einfache Form des Privilegium Minus

Während das Privilegium Minus durch das Breve ersetzt wurde, trat an die Stelle des Privilegium Maius die Bulle.